# Håvard Bøkko
Håvard Bøkko (Hønefoss, 2 de febrero de 1987) es un deportista noruego que compitió en patinaje de velocidad sobre hielo.
Participó en cuatro Juegos Olímpicos de Invierno, obteniendo dos medallas: bronce en Vancouver 2010, en los 1500 m, y oro en Pyeongchang 2018, en la prueba de persecución por equipos (junto con Simen Spieler Nilsen, Sverre Lunde Pedersen y Sindre Henriksen), el cuarto lugar en Turín 2006 (persecución por equipos) y el quinto en Sochi 2014 (persecución por equipos).
Ganó cinco medallas en el Campeonato Mundial de Patinaje de Velocidad sobre Hielo entre los años 2008 y 2013, y seis medallas en el Campeonato Mundial de Patinaje de Velocidad sobre Hielo en Distancia Individual entre los años 2009 y 2019.
Además, obtuvo seis medallas en el Campeonato Europeo de Patinaje de Velocidad sobre Hielo entre los años 2006 y 2014, y una medalla de bronce en el Campeonato Europeo de Patinaje de Velocidad sobre Hielo en Distancia Individual de 2020.

## Palmarés internacional
| Juegos Olímpicos                           | Juegos Olímpicos            | Juegos Olímpicos  | Juegos Olímpicos        |
| Año                                        | Lugar                       | Medalla           | Prueba                  |
| ------------------------------------------ | --------------------------- | ----------------- | ----------------------- |
| 2010                                       | Vancouver (Canadá)          | Medalla de bronce | 1500 m                  |
| 2018                                       | Pyeongchang (Corea del Sur) | Medalla de oro    | Persecución por equipos |
| Campeonato Mundial                         |                             |                   |                         |
| Año                                        | Lugar                       | Medalla           | Prueba                  |
| 2008                                       | Berlín (Alemania)           | Medalla de plata  | Clasificación general   |
| 2009                                       | Hamar (Noruega)             | Medalla de plata  | Clasificación general   |
| 2010                                       | Heerenveen (Países Bajos)   | Medalla de bronce | Clasificación general   |
| 2011                                       | Calgary (Canadá)            | Medalla de plata  | Clasificación general   |
| 2013                                       | Hamar (Noruega)             | Medalla de plata  | Clasificación general   |
| Campeonato Mundial en Distancia Individual |                             |                   |                         |
| Año                                        | Lugar                       | Medalla           | Prueba                  |
| 2009                                       | Richmond (Canadá)           | Medalla de plata  | 5000 m                  |
| 2009                                       | Richmond (Canadá)           | Medalla de plata  | 10 000 m                |
| 2011                                       | Inzell (Alemania)           | Medalla de oro    | 1500 m                  |
| 2012                                       | Heerenveen (Países Bajos)   | Medalla de bronce | 1500 m                  |
| 2016                                       | Kolomna (Rusia)             | Medalla de plata  | Persecución por equipos |
| 2019                                       | Inzell (Alemania)           | Medalla de plata  | Persecución por equipos |
| Campeonato Europeo                         |                             |                   |                         |
| Año                                        | Lugar                       | Medalla           | Prueba                  |
| 2006                                       | Hamar (Noruega)             | Medalla de bronce | Clasificación general   |
| 2008                                       | Kolomna (Rusia)             | Medalla de plata  | Clasificación general   |
| 2009                                       | Heerenveen (Países Bajos)   | Medalla de plata  | Clasificación general   |
| 2012                                       | Budapest (Hungría)          | Medalla de bronce | Clasificación general   |
| 2013                                       | Heerenveen (Países Bajos)   | Medalla de bronce | Clasificación general   |
| 2014                                       | Hamar (Noruega)             | Medalla de bronce | Clasificación general   |
| Campeonato Europeo en Distancia Individual |                             |                   |                         |
| Año                                        | Lugar                       | Medalla           | Prueba                  |
| 2020                                       | Heerenveen (Países Bajos)   | Medalla de bronce | Persecución por equipos |